# Ilattia stigmatula
Ilattia stigmatula är en fjärilsart som beskrevs av Pieter Cornelius Tobias Snellen 1872. Ilattia stigmatula ingår i släktet Ilattia och familjen nattflyn. Inga underarter finns listade i Catalogue of Life.